# Elliott from Earth
Elliott from Earth (Elliot, el terrícola en Hispanoamérica y Elliott de la Tierra en España) es una serie de televisión animada británica, creada por Guillaume Cassuto para Cartoon Network. Producida por Hanna-Barbera Studios Europe, se estrenó en el Reino Unido el 6 de marzo de 2021, en Estados Unidos se estrenó el 29 de marzo de 2021, y en América Latina se estrenó el 13 de agosto de 2021. La serie está disponible en la plataforma HBO Max.

## Sinopsis
Un niño de once años, llamado Elliott, y su madre geóloga, Frankie, están buscando meteoritos en la Tierra, y un dinosaurio llamado Mo. Mientras aprenden a llamar a la Tierra su hogar, Elliott y Mo exploran el Centrium, un emocionante lugar en lo alto de las estrellas lleno de increíbles alienígenas y maravillosas criaturas cósmicas que, aunque son especies diferentes, coexisten en armonía. 

## Personajes
- Elliott: Un niño de 11 años que anhela hacer amigos y los encuentra con Mo. Es curioso y aventurero y siempre se mete en problemas. Se llama así por un extravagante hombre del tiempo que su madre solía ver.
- Mo: Un estegosaurio miope que puede hablar y que aparentemente vino de la Tierra. No sabe mucho de sí mismo ni de nada, pero aprende rápidamente. Lleva un par de gafas redondas y azules que antes tenía y llevaba Frankie. Se llama como la tía de Elliott, Maureen "Mo".
- Frankie: Madre soltera de Elliott, de 36 años, que es geóloga y espera estudiar la existencia de extraterrestres. Al parecer, es viuda, ya que su esposa había fallecido tiempo atrás.

## Producción
El lanzamiento de la serie fue aprobado por la entonces Cartoon Network Studios Europe. La producción comenzó en septiembre de 2018, formada en su mayoría por el equipo de producción de The Amazing World of Gumball de Cartoon Network. La primera temporada de la serie constará de dieciséis episodios de 11 minutos. En octubre de 2019, el creador de la serie y showrunner original, Guillaume Cassuto, dejó la serie debido a su separación de Cartoon Network.

## Representación LGBTQ
En el episodio "Miércoles - Parte 2", Frankie, una de las protagonistas principales de la serie, menciona que ella y su esposa anónima dieron a luz a Elliott, revelando a Frankie como lesbiana. En "Miércoles - Parte 4", un extraterrestre masculino menciona a su marido.

## Episodios

### Temporada 1 (2021)
| N.º serie | N.º temp. | Título                                                  | Estreno Original    | Estreno Latinoamérica                                        | Cód. Prod.   | Audiencia (en millones) |
| --- | --------- | ------------------------------------------------------- | ------------------- | ------------------------------------------------------------ | ------------ | ----------------------- |
| 1234 | 1234      | «Miércoles» «Wednesday»                                 | 29 de marzo de 2021 | 13 de agosto de 2021                                         | 101102103104 | 0.15                    |
| Parte 1: Elliott y su madre, Frankie, investigan una misteriosa roca que no es de la Tierra. Parte 2: En algún lugar del universo, Elliott y Frankie descubren un nuevo territorio y a sus extraños habitantes. Parte 3: Elliott, Frankie y su nuevo compañero Mo descubren que el nuevo y extraño entorno en el que están no es lo que parece. Parte 4: Perdidos y solos, Elliott, Frankie y Mo tienen que aceptar toda la ayuda que puedan recibir. |           |                                                         |                     |                                                              |              |                         |
| 5 | 5         | «Inducción idiosincrática» «Idiosyncratic Induction»    | 30 de marzo de 2021 | 20 de agosto de 2021                                         | 105          | 0.22                    |
| En el primer día de Elliott en el Enjambre, conoce a los personajes más inusuales que ha conocido hasta ahora en su aventura. |           |                                                         |                     |                                                              |              |                         |
| 6 | 6         | «Caos de la memoria» «Memory Mayhem»                    | 30 de marzo de 2021 | 27 de agosto de 2021                                         | 106          | 0.24                    |
| Frankie intenta descubrir más sobre la misteriosa roca que los llevó a su nuevo hogar, con la ayuda de una entidad llamada La Cabeza. |           |                                                         |                     |                                                              |              |                         |
| 7 | 7         | «Dilema en desarrollo» «Developing Dilemma»             | 31 de marzo de 2021 | 3 de septiembre de 2021                                      | 107          | 0.18                    |
| Frankie deja que Elliott adopte una mascota, lo cual no le cae bien a su nuevo vecino. |           |                                                         |                     |                                                              |              |                         |
| 8 | 8         | «Inversión inadvertida» «Inadvertent Inversion»         | 31 de marzo de 2021 | 10 de septiembre de 2021                                     | 108          | 0.19                    |
| Mientras Elliott, Mo y Frankie intentan algo nuevo en el Enjambre, descubren que sus mundos están a punto de volver a quedar patas arriba. |           |                                                         |                     |                                                              |              |                         |
| 9 | 9         | «Reminiscencia regurgitada» «Regurgitated Reminiscence» | 1 de abril de 2021  | 17 de septiembre de 2021                                     | 109          | 0.19                    |
| Elliott y Mo se esfuerzan por recuperar la antigua máquina de café de Frankie. |           |                                                         |                     |                                                              |              |                         |
| 10 | 10        | «Combinación caótica» «Chaotic Clumping»                | 1 de abril de 2021  | 24 de septiembre de 2021                                     | 110          | 0.18                    |
| Por accidente, Elliott y Mo se suben a un teletransportador y quedan más cerca que nunca. ¿Decidirán seguir caminos separados de común acuerdo?. |           |                                                         |                     |                                                              |              |                         |
| 11 | 11        | «Paradoja paralela» «Parallel Paradox»                  | 2 de abril de 2021  | 1 de octubre de 2021                                         | 111          | 0.26                    |
| Elliott se ve obligado a estar en dos lugares a la vez. |           |                                                         |                     |                                                              |              |                         |
| 12 | 12        | «Profecías problemáticas» «Problematic Prophecies»      | 5 de abril de 2021  | 8 de octubre de 2021                                         | 112          | 0.24                    |
| Elliott y Mo se hacen una nueva amiga, Nara, que tiene una habilidad muy especial. |           |                                                         |                     |                                                              |              |                         |
| 13 | 13        | «Tedio temporal» «Temporal Tedium»                      | 6 de abril de 2021  | 15 de octubre de 2021                                        | 113          | 0.25                    |
| Elliott y Mo conocen a Preston, un bromista lento, pero muy gracioso, con una gran afición por las joyas. |           |                                                         |                     |                                                              |              |                         |
| 14 | 14        | «Confusión de compañeros» «Companion Confusion»         | 7 de abril de 2021  | 22 de octubre de 2021                                        | 114          | 0.21                    |
| Después de un experimento fallido para encontrar el amor verdadero, Mo tiene que salvar a Elliott para evitar que el Centrium lo succione hacia el espacio exterior |           |                                                         |                     |                                                              |              |                         |
| 15 | 15        | «Megalomaníaco Melancólico» «Melancholic Megalomaniac»  | 8 de abril de 2021  | 29 de octubre de 2021                                        | 115          | 0.19                    |
| Elliott y Mo intentan animar a Lord Kallous, con la ayuda de alguien de su pasado. |           |                                                         |                     |                                                              |              |                         |
| 16 | 16        | «Discurso decreciente» «Diminishing Discourse»          | 9 de abril de 2021  | 5 de noviembre de 2021 (Avance en el canal de Youtube de CN) | 116          | 0.17                    |
| Nota: Este es el único episodio que no se ha emitido en Cartoon Network para Latinoamérica, pero el episodio se lo encuentra disponible en HBO Max. |           |                                                         |                     |                                                              |              |                         |